# رویال اس. کاپلند
رویال اس. کاپلند (به انگلیسی: Royal S. Copeland) شخصیت آکادمیک، سیاستمدار و سناتور عضو حزب دموکرات ایالات متحده آمریکا در فاصله سالهای ۱۹۲۳ تا ۱۹۳۸ میلادی از ایالت نیویورک بود.